# ابیسو (توکیو)

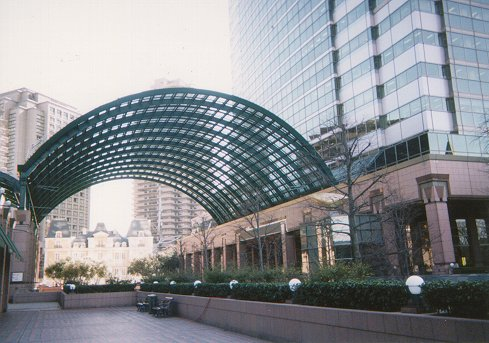
ابیسو گاردن په‌لیس

ابیسو (به ژاپنی: 恵比寿 Ebisu) یکی از محله‌های توکیو پایتخت ژاپن است که در منطقهٔ شیبویا واقع شده‌است. در حال حاضر ابیسو به ۴ محلهٔ کوچکتر تقسیم شده‌است. در سال ۲۰۱۰ میلادی ۱۳٬۰۹۱ نفر جمعیت داشته‌است. ابیسو در دوره ادو روستای پایین شیبویا یا روستای میتا نامیده می‌شده و به علت محصور بودن در بین دو رود شیبویا و آب‌گذر میتا محل کشاورزی بوده‌است. از مکان‌های دیدنی آن از ابیسو گاردن پلیس می‌توان نام برد. این مکان یک مرکز خرید است که به مناسبت‌های مختلف برنامه‌هایی هم در داخل آن اجرا می‌شود.

## نگارخانه

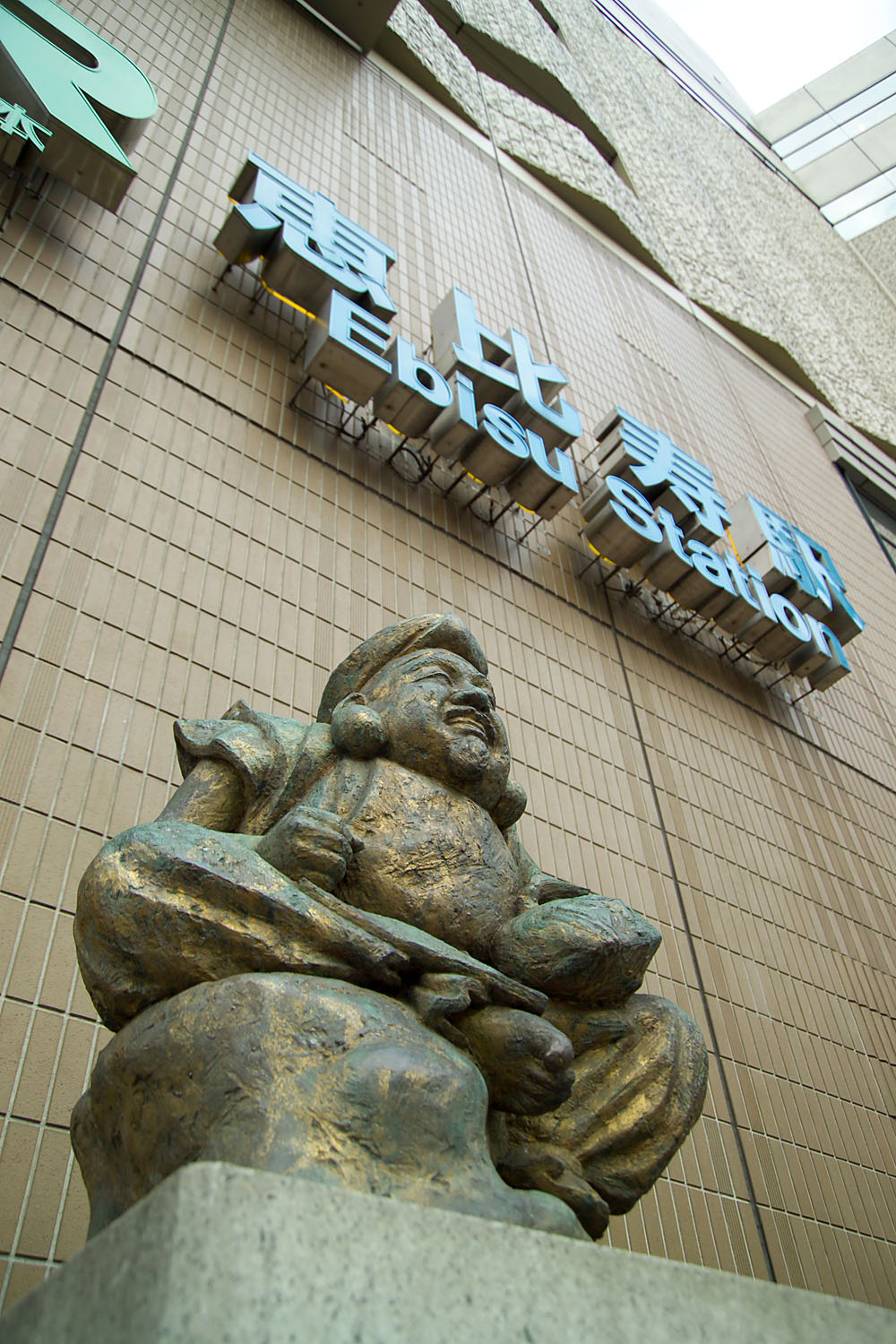
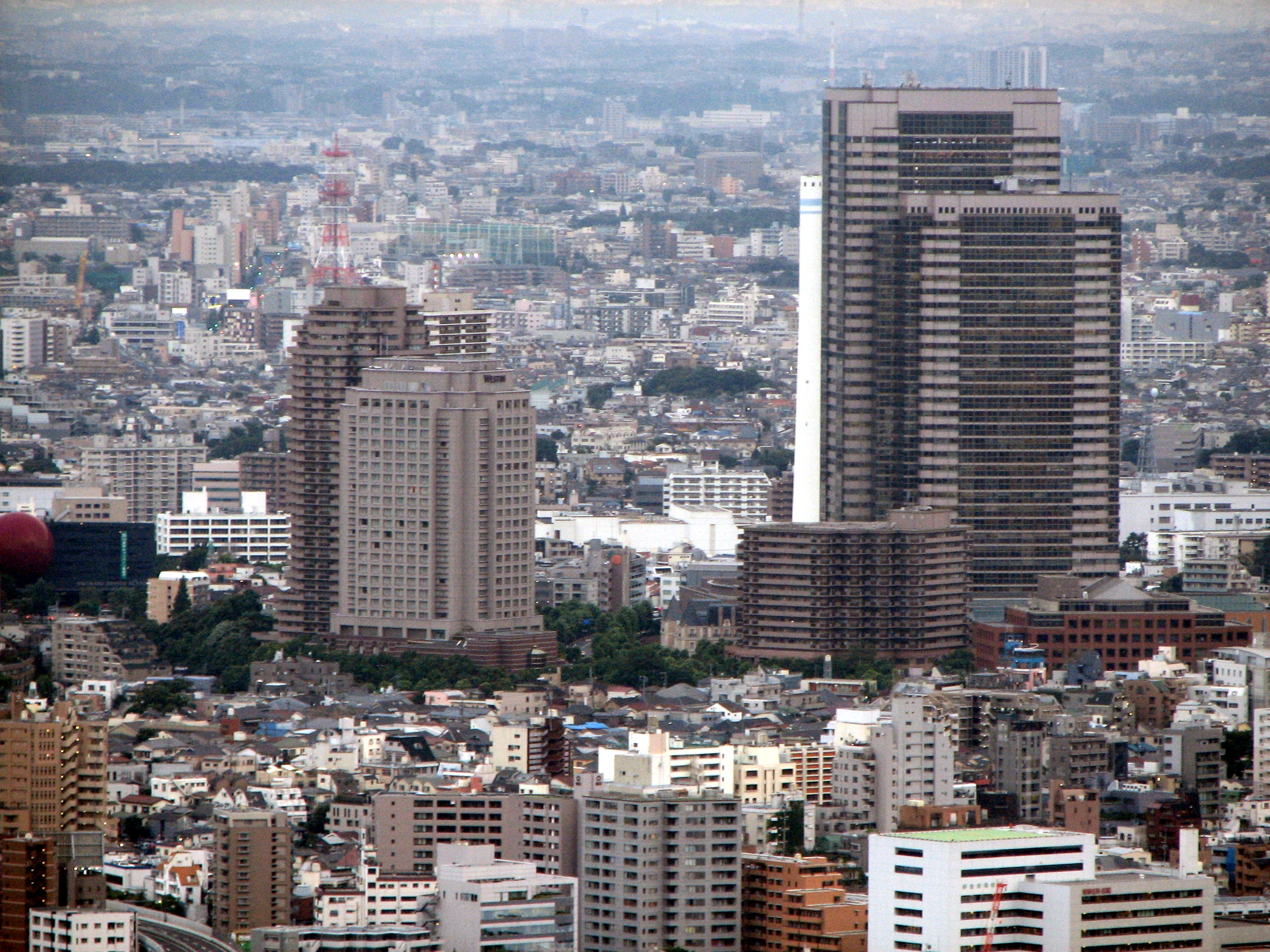
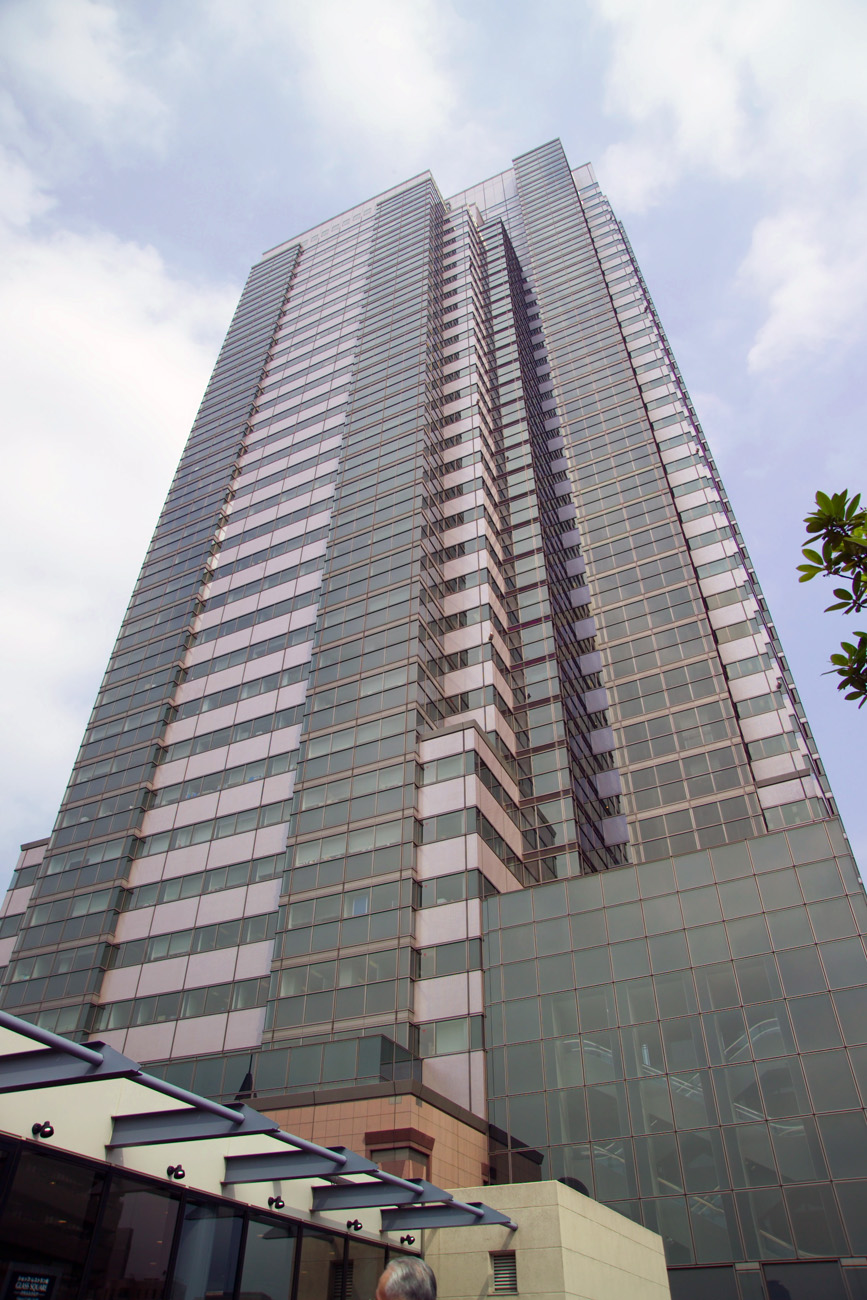

## دسترسی به ایستگاه ابیسو
- جی آر
  - ■خط یامانوته
  - ■خط سایکیو
  - ■■خط شونان شینجوکو